# شركة مترو إسطنبول
شركة مترو إسطنبول (بالتركية: Metro İstanbul)‏ هي المشغل العام للسكك الحديدية في إسطنبول، تركيا.
تأسست الشركة عام 1988، وهي مسؤولة عن تشغيل أغلب أنظمة السكك الحديدية في إسطنبول، والتي تشمل مترو إسطنبول، ترام إسطنبول، القطار الجبلي، والترام الجوي.

## التاريخ
تأسست الشركة تحت اسم إسطنبول أولاشيم المحدودة (بالتركية: İstanbul Ulaşım A.Ş) في 16 أغسطس 1988، بينما كان أول خط مترو حديث في إسطنبول تحت الإنشاء (جزء أكسراي-كوجاتيبي من الخط الأول). بعد 28 عاماً تقريباً، في 20 مايو 2016، غُيّر اسم الشركة إلى مترو إسطنبول.

## الخطوط المشغلة

### خطوط المترو
- ينيكابي - مطار أتاتورك
- ينيكابي - كيرازلي
- ينيكابي - حجي عثمان
- ساناي محلسي - سيران تيبي
- كيرازلي - مترو كنت
- كادي كوي - مطار صبيحة غوكشين
- أوسكودار - شيكميكوي
- ليفينت - جامعة بوغازجي/حصاروستو
- مجيدية كوي - محمود بيه
- بوستانجي - بارسيلير
- بحرية - أولمبيات
- مطار إسطنبول - كاغت هانة

### خطوط الترام
- باغجلار - كاباتاش
- تكسيم - تونيل
- كاديكوي - مودا
- توبكابي - مسجد السلام
- جيبالي - علي بيه كوي جيب اوتوغاري

### خطوط القطار الجبلي
- تكسيم - كاباتاش
- كاراكوي - بيه اوغلو تونيل
- سيران تيبي - وادي إسطنبول
- جامعة بوغازجي/حصاروستو - آشيان

### خطوط الغندول الجوي

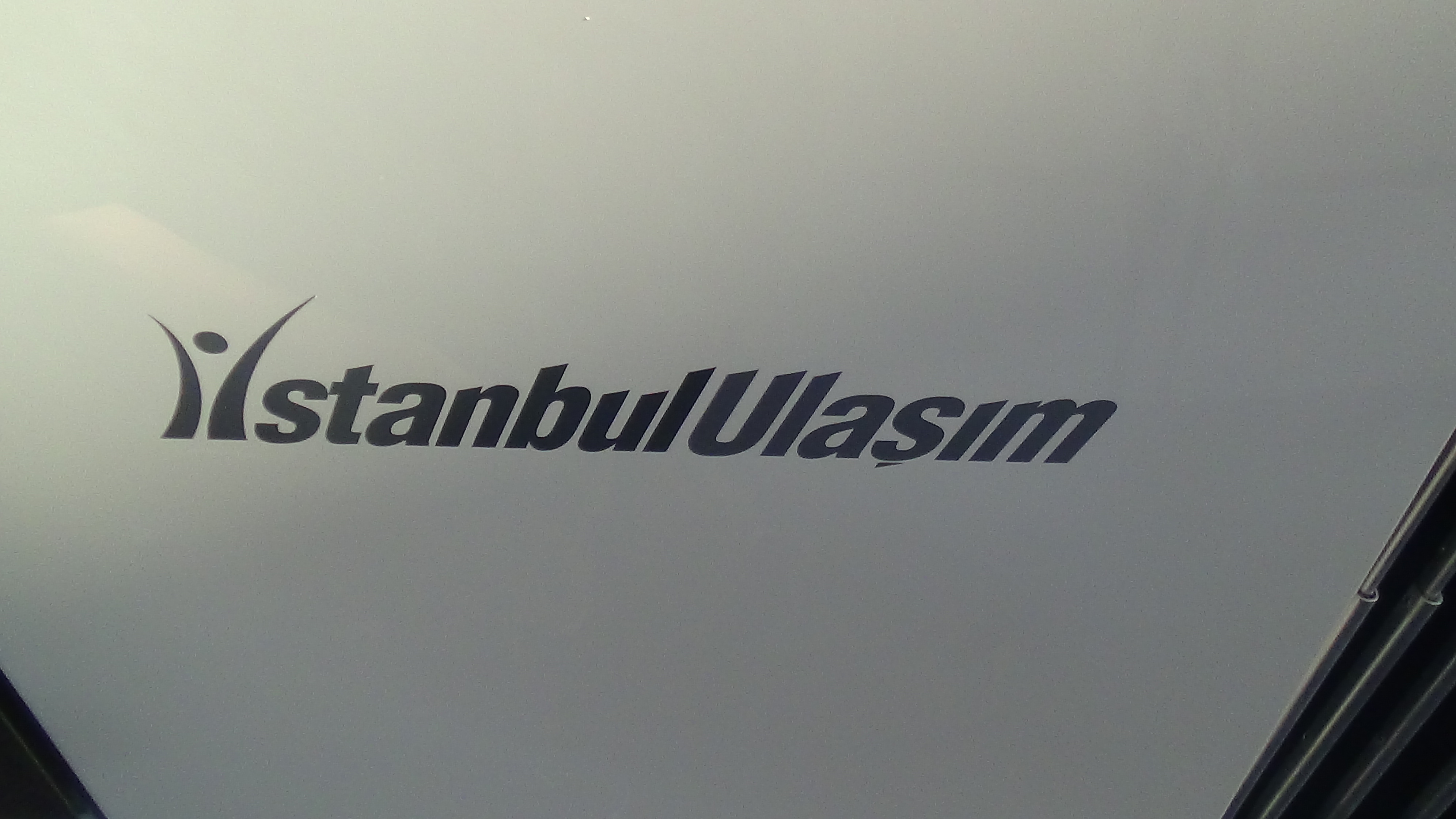
الشعار القديم للشركة.

- ماتشكا - تاشكيشلا
- أيوب - بيرلوتي